# Disterigma mayanum
Disterigma mayanum là một loài thực vật có hoa trong họ Thạch nam. Loài này được Lundell mô tả khoa học đầu tiên năm 1975.